# Hermenia acantholepis
Hermenia acantholepis är en ringmaskart som först beskrevs av Grube 1876.  Hermenia acantholepis ingår i släktet Hermenia och familjen Polynoidae. Inga underarter finns listade i Catalogue of Life.